# Kitagawa Tamiji

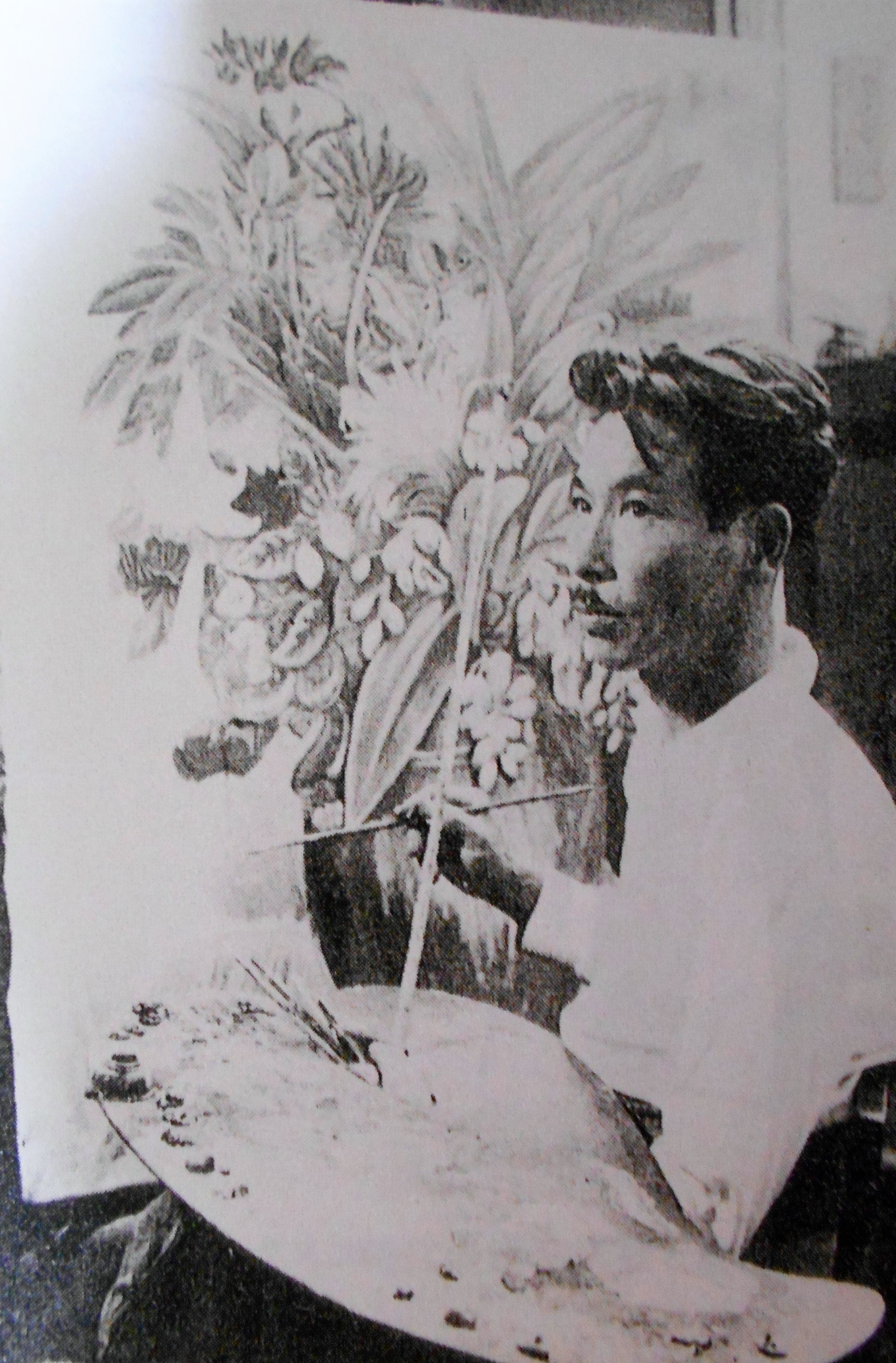
Kitagawa Tamiji

Kitagawa Tamiji (japanisch 北川 民次; geb. 19. August 1894 in Kanaya (Präfektur Shizuoka); gest. 6. Juni 1989 in Seto) war ein japanischer Maler des Yōga-Stils in der Taishō- und Shōwa-Zeit. Er verbrachte einen wichtigen Teil seines Lebens in Mexiko.

## Leben und Werk
Kitagawa machte seinen Abschluss an der Handelsschule von Shizuoka und schrieb sich in der Waseda-Universität ein. Dort beendete er sein Studium nicht, sondern ging mit Hilfe eines Onkels, der in Kalifornien lebte, nach New York. Ab 1917 studierte er an der Abendschule der Art Students League of New York unter John Sloan, wo er 1921 abschloss. In der Zeit freundete er sich mit Kuniyoshi Yasuo an. 1923 verließ Kitagawa New York und streifte durch verschiedene Länder in Mittel- und Südamerika, bevor er sich in Orizaba (Mexiko) niederließ. Dort wurde er ein santero, ein Straßenverkäufer religiöser Bilder.
Ab 1924 besuchte Kitagawa die Escuela Nacional de Bellas Artes in der Stadt Mexiko, die ihm ein Stipendium zur Verfügung stellte und an der er nach drei Monaten seinen Abschluss machte. 1925 besuchte er die Kunstschule von Churubusco, wo er sich mit Orozco, Rivera und Siqueiros – den „Los Tres Grandes“ – austauschte. Von 1925 an arbeitete er in einer der Freilicht-Schulen („Escuelas de Pintura al Aire Libre“) und schloss sich der nachrevolutionären Kunstbewegung in Mexiko an. 1931 zog Kitagawa nach Tasco und wurde Leiter der dortigen Freilicht-Schule.
1936 kehrte er nach Japan zurück und stellte im folgenden Jahr in der 24. Jahresausstellung der Nika-kai (二科会) Bilder aus, darunter „Festtage in Tasco (Mexiko)“ (メキシコ、タスコの祭日, Mekishiko, Tasuko no saijitsu) und „drei Mädchen in Mexiko“ (メキシコの三人娘, Mekishiko no sannin musume). Damit wurde er als Mitglied in die Nikakai-(二科会)-Kunstvereinigung aufgenommen.
1943 zog er nach Seto in der Präfektur Aichi und 1949 eröffnete er in Nagoya die „Nagoya-Kunstschule am Zoo“ (名古屋動物園美術学校, Nagoya dōbutsuen bijutsu gakkō) und 1951, ebenfalls in Nagoya, gründete er das „Kitagawa-Institut für die Kunst der Kinder“ (北川児童美術研究所, Kitawawa jidō bijutsu kenkyūjo). – 1952 gewann er den Chūnichi-Kulturpreis (中日文化賞, Chūnichi bunka-shō).
1955 besuchte Kitagawa Mexiko ein zweites Mal, wobei er Siqueiros und auch Tamayo wiedersah. Im folgenden Jahr reiste er durch Frankreich, Spanien und Italien. 1959 beendete er ein Mosaikbild aus Marmor für das CBC-Gebäude in Nagoya mit dem Titel „Friede und Kunst“ (平和と美術, Heiwa to bijutsu) und für die Bürgerhalle in Seto ein Ziegelmosaik mit dem Titel „Tonerdehügel und Tongräber“ (凍土の山と採掘夫). 1964 reichte er sein Bild „Kind aufziehen“　(保育, Hoiku) auf der 6. jährlichen Ausstellung für japanische Gegenwartskunst (現代日本美術展, Gendai Nihon bijutsu-ten) ein und gewann die „Auszeichnung für ein außerordentliches Werk“ (優秀賞, Yūshū-shō). Kitagawa reichte weiter Bilder bei den Ausstellungen der Nika-kai ein. Aber als er 1978 nach dem Tode Tōgō Seijis gebeten wurde, dessen Nachfolge anzutreten, zog er sich aus dem Verein zurück.
Kitagawa beschäftigte sich von Anfang an mit sozialen Themen und schuf dabei einen Stil, den man mit „sozialem Expressionismus“ beschreiben kann. Er verfasste auch Schriften wie „Kinder, die Bilder zeichnen“ (絵を描く子供たち), „Versuchung Mexiko“ (メキシコの誘惑), und die „Philosophie und Aphorismen der Heuschrecke: Eine Sammlung von Drucken von Kitagawa Tamiji“. (飛蝗の哲学–アフォリズム: 北川民次版画集, Batta no tetsugaku – Aphorismen: Kitagawa Tamiji hanga-shū).